# Attack of the Cybermen
Attack of the Cybermen (El ataque de los Cybermen) es el primer serial de la 22ª temporada de la serie británica de ciencia ficción Doctor Who, emitido originalmente en dos episodios semanales del 5 al 12 de enero de 1985. A partir de este serial, y durante toda la temporada 22, los episodios duraban 45 minutos (a diferencia de episodios anteriores que duraban 25 minutos). Para la venta internacional, en ciertos países se reeditaría el serial en cuatro fragmentos de 25 minutos.

## Argumento
En las alcantarillas de Londres, una fuerza desconocida ataca a dos trabajadores. En la TARDIS, el Sexto Doctor intenta reparar los sistemas de la máquina, en particular el circuito camaleónico que permite a la nave alterar su forma externa a algo más adecuado que una cabina de policía, pero provoca que la nave comienza a comportarse de forma caótica durante el vuelo. Finalmente logra aterrizar la TARDIS en la Tierra en el año 1985, donde le enseña a Peri el cometa Halley, aunque ella está más preocupada de la perspectiva de chocar con él.
En la Tierra, el antiguo mercenario de los Daleks, Lytton (Resurrection of the Daleks), al parecer ha iniciado una nueva vida en Londres como gánster, y planea robar un diamante del Banco de Inglaterra valorado en 10 millones de libras con la ayuda de sus compañeros Griffiths, Payne y Russell. Los cuatro pretenden entrar en el banco por las mismas alcantarillas en las que atacaron a los trabajadores, pero Lytton activa un extraño transmisor antes de entrar en la alcantarilla. El transmisor emite una llamada de socorro que recibe el Doctor, y aterriza la TARDIS en un almacén en Totter's Lane para investigar. La TARDIS cambia de forma a la de una estufa ornamentada. Tras registrar la zona, determina que el transmisor es falso, y vuelve a la TARDIS a encontrar su fuente real. Llegan a la entrada de la alcantarilla (donde la TARDIS adopta la forma de un órgano) y encuentran el transmisor, pero les atrapan dos policías que están bajo el control de Lytton.
En las alcantarillas, Payne cae detrás de los otros tres y es golpeado hasta la muerte por la fuerza que atacó a los trabajadores. Lytton y los otros llegan a un callejón sin salida, y encuentran a un Cyberman acercándose a ellos. Griffiths dispara, pero Lytton lo desarma y se rinde a los Cybermen, que tienen una base en las alcantarillas. Russell huye, se encuentra con el Doctor y Peri, y se revela como un oficial de policía encubierto que está investigando a Lytton.
En el mundo natal adoptado de los Ciberhombres de Telos, dos esclavos, Bates y Stratton, escapan de su grupo de trabajo y decapitan a un Cybermen. Usan su casco para disfrazar a Stratton como Cyberman y entrar en Cyber Control. Los cybermen han capturado un barco que viaja en el tiempo de Bates y Stratton, que intentan reclamarlo y escapar de Telos.
El Doctor, Peri y Russell regresan a la TARDIS, donde son emboscados por los Cybermen, que han traído a Lytton y Griffiths con ellos. Russell logra matar a dos de ellos, pero luego se suicida y el Líder de los Cybermen ordena a los otros cybermens que maten a Peri.

### Segunda parte
El Doctor amenaza con autodestruir la TARDIS si los Cybermen no liberan Peri. El Líder de los cybermen acuerda perdonarles la vida y revela que el Controlador Cybermen (a quien el Doctor había creído previamente destruido) todavía está vivo en Telos. El Doctor se ve obligado a establecer un curso para Telos, y está encarcelado en una de las habitaciones de TARDIS junto con Peri, Lytton y Griffiths. Durante el viaje le cuenta a Peri y Griffiths la historia de Telos y sus antiguos habitantes, los Cryons, a quienes los Cybermen aniquilaron para usar sus ciudades refrigeradas para mantenerse en estasis criogénica. El Doctor señala que Lytton parece extrañamente familiar con la historia de los Ciberhombres, Telos y los Cryons.
En Telos, la mayoría de los Cybermen en hibernación se han dañado, y se convierten en un alboroto destruyendo cualquier cosa en su camino cuando revivió. La TARDIS llega, pero en las profundidades de las tumbas criogénicas de los cybermen en lugar de hacerlo en Cyber Control. Justo cuando los Ciberhombres se preparan para llevar a los cuatro allí, un cybermen dañado sale de su tumba y destruye a otros cybermen, antes de que el líder se deshaga de él. Lytton, Griffiths y Peri escapan en la confusión, pero el Doctor no. Peri casi muere a manos de otro cybermen que se enfurece antes de que dos Cryons, que resulta que no están extintos, y han estado saboteando las tumbas, lo que resulta en los Ciberhombres dañados, se ocupen de ello y lleven a Peri a un lugar seguro. Lytton y Griffiths se encuentran con otro Cryon, y resulta que Lytton ha estado trabajando para ellos todo el tiempo. A Griffiths se le ofrecen £ 2 millones en diamantes (que son muy comunes en Telos) si ayuda a Lytton a capturar el barco del tiempo. Los dos rastrean a Bates y Stratton, que son intentos fallidos de conversión cibernética que han reemplazado sus brazos y piernas por equivalentes mecánicos. Los cuatro acuerdan trabajar juntos para escapar de Telos.
El Doctor es encarcelado en una sala de almacenamiento en frío con Flast, exlíder de las Cryons. Ella revela que los Cybermen intentan evitar que su mundo natal original de Mondas sea destruido, usando su nave estelar para desviar el cometa de Halley a la Tierra, que luego será incapaz de protegerse de un ataque de Mondas al año siguiente. El Doctor se sorprende al darse cuenta de que ha sido enviado por los Señores del Tiempo para evitar esta situación. La sala de almacenamiento en frío contiene un suministro de material extraíble, un mineral que se convierte en un potente explosivo cuando se eleva significativamente por encima del punto de congelación. El Doctor usa un poco para deshacerse de un Cyberman guardián, luego le da a Flast una lanza sónica para calentar el punto de detonación antes de que escape. Flast coloca la lanza sónica en una caja de material que luego esconde, y poco después llegan los Cybermen y, sospechando que ayudó al Doctor a escapar, la arrojan al pasillo mucho más cálido, donde su sangre se evapora rápidamente y ella muere.
Lytton, Griffiths, Bates y Stratton pasan por Cyber Control, pero Lytton es capturado cerca de la pista de aterrizaje. El Controlador Cibernético exige que Lytton le cuente sus planes, y cuando se niega a hacerlo, otros dos Ciberhombres lo torturan aplastándole las manos. Lytton todavía se niega a hablar, y el Controlador ordena que se convierta en un Ciberhombre. Los otros tres llegan a la plataforma de aterrizaje, pero un Cyberman emerge de la nave del tiempo y los mata. Mientras tanto, el Doctor reclama la TARDIS y los Cryons le devuelven Peri. Sin embargo, también revelan que Lytton estaba trabajando para ellos todo el tiempo, en lugar de los Ciberhombres como asumió el Doctor, y acepta intentar salvarlo.
La TARDIS llega a Cyber Control donde el Doctor encuentra a Lytton parcialmente convertido que ruega al Doctor que lo mate. El Doctor intenta liberarlo, pero el Controlador llega con un arma. Lytton ataca al Controlador, quien mata a Lytton. El Cyber Leader y su teniente llegan, pero terminan matándose en el fuego cruzado. El Doctor agarra un arma y dispara al Controlador, finalmente destruyéndolo. El Doctor, sintiéndose culpable por haber juzgado mal a Lytton y Peri, escapó en la TARDIS. Segundos después, la caja de vasallaje detonó, desencadenando una reacción en cadena de explosiones que destruye Cyber Control y las tumbas.

### Continuidad
La historia tiene lugar inmediatamente después de The Twin Dilemma. Peri aún está preocupada por los problemas de regeneración del Doctor, y este le dice que necesitan descansar después de lo de Jaconda. Este serial recibió muchas críticas por estar demasiado basado en elementos del pasado de Doctor Who, confundiendo a la audiencia salvo a los fanes más acérrimos de la serie. El almacén en el que la TARDIS aterriza al principio se supone que es el mismo del que partió el Doctor en la primera historia de Doctor Who, An Unearthly Child. El Doctor volvería al almacén en Remembrance of the Daleks. Peri afirma que el Doctor la ha llamado "Tegan", "Zoe", "Susan" y "Jamie", así como "Terrible Zodin". Zodin es un personaje que nunca apareció en pantalla al que se mencionó por primera vez en The Five Doctors.
Otras referencias de continuidad en la historia incluyen el primer intento de los Cybermen de destruir la Tierra en 1986 (The Tenth Planet) y el segundo encuentro anterior del Segundo Doctor en Telos (The Tomb of the Cybermen). El Cyber-controlador debutó en esa historia y al parecer sobrevivió a la electrocución en las puertas de la tumba al final de ese serial. Michael Kilgarriff repitió el papel de esa historia. El Doctor hace referencia a su primer encuentro con Lytton en la historia del Quinto Doctor Resurrection of the Daleks, donde Lytton era un mercenario, aunque sólo se encontraron una vez.
Por primera vez, la TARDIS abandona su forma de cabina de policía cuando el Doctor intenta reparar el circuito camaleónico. Toma la forma de una estufa decorada, un órgano de tubos y una puerta ornamental. En esta historia se incluye una de las raras ocasiones en que el Doctor utiliza una pistola, en esta ocasión disparando al Cyberlíder con un rifle láser. El estado de "gracia temporal" de la TARDIS que se presentó en The Hand of Fear no parece funcionar tampoco en esta historia, al igual que no lo hizo en Earthshock.

## Producción
| Episodio          | Fecha de emisión    | Duración | Espectadores en millones | Estado en el archivo  |
| ----------------- | ------------------- | -------- | ------------------------ | --------------------- |
| Episodio 1        | 5 de enero de 1985  | 44:17    | 8,9                      | Cinta original en PAL |
| Episodio 2        | 12 de enero de 1985 | 44:29    | 7,2                      | Cinta original en PAL |
| [ 2 ] [ 3 ] [ 4 ] |                     |          |                          |                       |

La reparación del circuito camaleónico fue en parte un esfuerzo publicitario de John Nathan-Turner para atraer más interés por la serie. Dio a entender públicamente que podría tratarse de un desarrollo permanente, pero después de esta historia no se siguió con ello.
Originalmente se asignó a Pennant Roberts para dirigir la historia. Sin embargo, al no estar disponible, Matthew Robinson fue el elegido como director. Roberts después dirigiría Timelash

### Autoría
El serial está acreditado a "Paula Moore". Sin embargo, tras ese nombre se esconde una de las autorías más confusas y controvertidas de toda la historia de la serie. Los derechos de autor del serial se dividen entre "Paula Moore" (de nombre real Paula Woolsey) como autora, Kit Pedler y Gerry Davis como creadores de los Cybermen, Eric Saward como creador de Lytton y la BBC como dueña de los elementos básicos de la serie.
Diferentes fuentes ofrecen versiones radicalmente diferentes de quién creó verdaderamente la historia. Muchas fuentes afirman que el fan de la serie y consultor de continuidad Ian Levine sugirió gran parte de elementos de la trama. En el otro extremo se sugiere que el autor es el editor de guiones de la serie, Eric Saward, con o sin ayuda destacable de Levine, con Woosley sólo apareciendo como autora de para evitar problemas con el Gremio de Guionistas. Alternativamente, se sugiere que Woolsey creó la historia original, pero Saward la reescribió por completo actuando como editor de guiones. Levine en persona dice que Saward escribió los diálogos de un argumento creado por él y que Woolsey "no escribió ni una palabra de ese guion". Saward ha negado esto vehementemente en una entrevista con Doctor Who Magazine.
Una razón para la complejidad y confusión sobre el origen de esta historia es que bajo la regulación del Gremio de Guionistas, los editores de guiones tenían prohibido trabajar para ellos mismos, y el contrato de Levine con la serie especificaba que no podía recibir ninguna acreditación en pantalla por su trabajo. Así, el uso de "Paula Moore" habría sido un intento de Saward de esconder este trabajo a John Nathan-Turner.

## Publicaciones comerciales
Attack of the Cybermen se publicó en VHS en noviembre de 2000 en la compilación Doctor Who: The Cybermen Box Ser junto con The Tenth Planet. El DVD se publicó el 16 de marzo de 2009 con comentarios de Colin Baker, Nicola Bryant, Terry Molloy y Sarah Berger que se grabaron en 2007, además de una entrevista con el actor Cyberman Kevin Warwick.